# (73394) 2002 LB16
(73394) 2002 LB16 – planetoida z pasa głównego asteroid okrążająca Słońce w ciągu 4,63 lat w średniej odległości 2,78 j.a. Odkryta 6 czerwca 2002 roku.